# 孤島生存大亂鬥
《孤島生存大亂鬥》是一部加拿大的實境秀動畫劇集，在台灣於卡通頻道播出。

## 節目介紹
從各地來的參賽者將於各種地方在主持人迺哥的指示下完成各項挑戰或遭到淘汰。第一季場地位於孤島，第二季來到廢棄片場，第三季去全球各處的當地參加挑戰，第四季場地再次回到孤島。

### 遊戲規則
參賽者將分隊互相競爭，每一次挑戰的獲勝隊伍可獲得團體獎賞，輸的隊伍必須投票出一人出局並離開，且不得再回到活動中(此規定於後期無效)。
在第二季或第三季中，挑戰賽歸納為兩類：淘汰賽及獎勵賽，淘汰賽為輸的隊伍要淘汰一人出局；獎品賽則是贏的隊伍可以得到獎賞。

## 人物介紹

### 主持人
- 超型男/痛苦大師 迺哥（Chris McLean） 配音：Cristian Potenza(美)/符爽(台)

怪咖主持人，總有許許多多的怪點子來陷害參賽者，讓他們痛不欲生，第四季結尾因為在島上放有毒物質，被抓到監獄關一年。第五季獲得假釋，條件是主持節目、給參賽者痛苦。本人似乎過著非常奢侈的生活。
- 阿肌師（Chef Hatchet）配音：Cle Bennett(美)/蔣鐵城(台)

負責隊員的伙食醫務，一切軍事化的男人，煮的菜超難吃，經常是廚餘再加超噁食材如假髮，但其實有一集烤出了非常好吃的布朗尼，也許他不是不會做菜，只是不想做給選手吃。常穿各式華麗女用禮服，但只要迺哥叫他阿肌妹，保證讓迺哥痛不欲生。別人也一樣。

## 第一季 孤島生存大亂鬥(Total Drama Island)
在加拿大東部，從各地來的二十二名參賽者將於哇哇那哇島，最古老的，最討厭的，最破舊的和錯誤出沒的夏令營（其地點在安大略省馬斯科卡區一個不知名地區）。在八周的時間內，他們被迫忍受漏水的小屋，噁心食物和越來越瘋狂的挑戰，以贏得棉花糖，避免到恥辱的羞羞碼頭打包回家。

### 參賽者

##### 霹靂鼠隊(Screaming Gophers)
- 牙套妹（Beth）配音：Sarah Gadon(美)/杜素真(台)

有點遜，但是心胸非常開闊，並且總是很有自信。個性像個傻大姊，會做令人發窘的事 (多數小孩子會因為做這種事而躲在家裡一個星期不敢上學)，還好她不怕被笑。她的嗜好相當詭異 (某些時候可能會很有用)，擅長美術和手工藝。
- 雞排（Cody）配音：Peter Oldring(美)/蔣鐵城(台)

是夏令營中典型的時尚怪人，特徵就是很瘦但很可愛，身材矮小卻異常有自信。他很喜歡女生，雖然他還不是很酷，他似乎知道耍酷的「規則」。愛耍酷又不會因為被拒絕就受傷。對盧姐情有獨锺，但知道她喜歡小楊後，就開始幫盧姐追求小楊。在第三季被紫蘇所喜歡。
- 盧姐（Gwen）配音：Megan Fahlenbock(美)/石采薇(台)

外表有點粗魯，但卻相當機智的哥特式女孩，自我防衛心很重。她並不悲觀，只是堅持拒絕讓自己快樂。她也不會苦悶，只是不容易打開心房。也因為這樣，她的言行很容易讓人覺得她勢利。喜歡小楊，但於第二季發現兩人的個性及喜好不同，開始和標哥變得友好，並於第三季與其接吻，被红豆稱為"男朋友小偷"(Boyfriend stealer)和"新貓女"。
- 貓女（Heather）配音：Rachel Wilson(美)/杜素真(台)

是個蛇蠍美人。她來這裡的目的就是要贏，並且擁有所有頂尖政客的特質：美貌、自信、領導力和貫徹目標的決心。個性無情，只有對她有用的人才是隊友。在第三季暗戀艋男，但最後拒絕了艋男的表白。
- 傻妞（Izzy）配音：Katie Crown(美)/傅其慧(台)

有點瘋狂。她對於能來這裡感到很興奮，不過也很反覆無常。前一刻她可能還很喜歡你，下一刻她就會將你推入虎口。她很喜歡說謊，目的並非只是要為所欲為，而是因為她很怪。最後和肉圓成為一對。
- 丁帥（Justin）配音：Adam Reid(美)/何志威(台)

這傢伙已經遭到淘汰出局... 不過卻獲得了大量的支持，因為他實在是太帥了。他話不多，但是刻苦耐勞、身材超標準，為人也很隨和。幾乎所有女生一看到他都會停下手邊的工作。
- 黑梅（Leshawna）配音：Novie Edwards(美)/王瑞芹(台)

她體型肥胖並且主導一切，來這裡的目的自然是要獲勝雖然家境不好，但是只要你敢瞧不起她，肯定吃不完兜著走。她敢當面跟人對嗆，也是少數幾個會與貓女對峙的人之一。她自信滿滿但缺乏耐性，不過她道德高尚且樂於幫助有需要的人。因為達仔寫的情書而愛上他。
- 甜心（Lindsay）配音：Stephanie Anne Mills(美)/石采薇(台)

是夏令營中最美的女生，不過老天是很公平的，因為她同時也是當中最沒大腦的。她一看到貓女就會姿態擺很低。她很樂於接受男性的注目禮，並且第一天就跟泰山對上眼了。一參加夏令營沒多久，她就成為了貓女的忠實小跟班，並且任憑她差遣。
- 阿懦（Noah）配音：Carter Heyden(美)/李景唐(台)

外表又瘦又乾，看起來就是標準的宅男；不過他的智商高達 180，還得過電玩遊戲世界冠軍，大家也都認為他很有天賦。他沒什麼人緣、也沒什麼運動細胞 (為了避免受傷，家人不准他進行體育活動)。他的標準配備是毛背心，沒有什麼人喜歡他。因此，他利用自己絕頂的聰明給周遭所有人下馬威。
- 肉圓（Owen）配音：Scott McCord(美)/何志威(台)

是個邋遢且不修邊幅的胖子，他超愛派對，光從眼神就能看出他的瘋狂。他是個相當有趣的人，不過也有點懶散，因為他的衣服和褲子上常常會有污漬，但是他從不整理儀容，而且還會故意在吃飯時放屁來引起大家注意。雖然他不是很聰明，不過心胸卻很寬大。和傻妞為一對。
- 小楊（Trent）配音：Scott McCord(美)/李景唐(台)

是個聰明、幽默又莫名擁有超高人氣的傢伙，他並不會像小馬那樣刻意讓自己受歡迎 - 他天生就有這樣的魅力，他也不在乎自己是否受歡迎。他會彈吉他，性格有點內向。他為人正直、常扮演和事佬，並且相當沉穩。他似乎對盧姐也有意思,曾與其有過一段感情,但因兩人漸行漸遠而以失敗收場。

##### 食人魚隊(Killer Bass)
- 美姬（Bridgette）配音：Kristin Fairlie(美)/傅其慧(台)

素食主義者，不僅臉蛋漂亮，身材也很健美，且個性相當鎮定。如果用心觀察的話，你會發現她在健美身材的外表下，她有一顆溫暖、勇敢且充滿熱情的心。她不是嬌滴滴的女生，實際上還非常有大腦。有一點對她很有利，就是多數人無法看穿她 (或者說是她親切的外表)，因此讓她可以智取其他競爭者。在節目中最好的朋友是盧姐和紅豆，和小馬是一對。
- 紅豆（Courtney）配音：Emilie-Claire Barlow(美)/王瑞芹(台)

是一個可愛又優雅的南亞女生，目前正因為選擇要提早一年進大學 (領獎學金) 而努力，不過在同時上法律預科和 MBA 預科前，她想讓自己來場小小的冒險。她是典型的 A 型人，也就是為人和善有禮但是好勝心很強，具有不服輸的個性。節目中最好的朋友是美姬，喜歡標哥，曾於第二季因為標哥投票給自己出局憤而分手，雖然於最後復合，但在第三季卻因為標哥愛上盧姐而再次分手。
- D.J.配音：Clé Bennett(美)/李景唐(台)

長得相當高壯，但是個性異常溫和。他是牙買加-加拿大混血兒。DJ 喜歡吃辣 (越辣越好！)、愛他媽媽以及跳舞。他擁有樂天穩定的個性，因此能安撫其他人，並且讓激動的隊員平靜下來。他參加這個活動的目的是要贏得獎金回去給媽媽 (他三不五時都會提起他媽媽)。
- 標哥（Duncan）配音：Drew Nelson(美)/劉傑(台)

外表很強悍，也很喜歡裝腔作勢。他喜歡做鬼臉來嚇隊友，或是藉由刻意嘲弄讓隊友哭。撇開這一切不談，他的心胸非常寬大... 只是他的個性缺點太多了。他最喜歡的事情就是激怒大家。曾和紅豆交往，卻於第二季開始對盧姐產生好感，並於第三季與其接吻，被红豆稱為「死男人」(Dead man)。
- 壯芬（Eva）配音：Julia Chantry(美)/石采薇(台)

是性格很烈、很強硬的東歐女生，同時個性也相當暴躁；不過為人可靠且真誠。她是校園曲棍球隊的風雲人物，並且不屑加入學生會、合唱團或啦啦隊。若是你膽敢擋住她的路，肯定會被她撞飛。
- 瓜瓜（Ezekiel）配音：Peter Oldring(美)/劉傑(台)

他對於能來這裡感到既興奮又激動，但他卻不擅與人交際。他生長在加拿大北方一個像 Timmons 那樣的小鎮，而且從小到大都是在家受教育，所以他常會做出不得體的事。他的笑聲很難聽，就像是指甲抓黑板一樣。他總是說錯話，讓人不敢恭維。
- 小馬（Geoff）配音：Dan Petronijevic(美)/蔣鐵城(台)

是風雲人物。他的人氣超旺，同時也是足球明星，幾乎可以說大家都喜歡他，因為他的心地相當善良。大家都喜歡他，是因為他不會奚落隊上比較不受歡迎的人。他只是想盡情地玩一場，可以的話順便獲得優勝。這樣就太棒了！最後與美姬成為一對。
- 達仔（Harold）配音：Brain Froud(美)/蔣鐵城(台)

身材相當瘦長，動作也相當笨拙。他有一些令人意外的邪惡技能，這些技能在校園中沒什麼作用，但在這裡卻讓他成了英雄，例如在童子軍時期學會的弓箭與觀看指南針技能。他雖然是大家眼裡的失敗者，但是卻很令人佩服，因為他從不會因為別人的批評而沮喪。認為黑梅是個特別的女生而開始寫情書給她，最後於被淘汰時告白而擄獲芳心。
- 阿珠（Sadie）配音：Lauren Lipson(美)/王瑞芹(台)

天兵的小女孩之一。
- 阿花（Katie）配音：Stephanie Anne Mills(美)/傅其慧(台)

天兵的小女孩之一。
- 泰山（Tyler）配音：Peter Oldring(美)/劉傑(台)

非常熱情又超級好勝，只是他完全沒有運動細胞。他很友善、風趣，即使每次挑戰都失敗也不會怨天尤人。他常常讓隊友失望，所以總是為此跟大家道歉。來到夏令營後，他很快就愛上了甜心。他的個性也很沉穩... 只是頭腦不太靈光，做事方法也很拙劣。
贏家
- 原始結局

肉圓獲勝
- 另類結局

盧姐獲勝

## 第二季 片廠生存大亂鬥(Total Drama Action)
第一季的14位參賽者被告知在多倫多 安大略省的一個電影製片廠，那裡有新的競爭，名為“片廠生存大亂鬥”。

### 參賽者
- 美姬
- 小馬

##### 瘋狂燈光隊（Screaming Gaffers）
- ＤＪ
- 標哥
- 盧姐
- 達仔
- 貓女
- 黑梅

##### 暴走場務隊(Killer Grip)
- 牙套妹
- 傻妞
- 丁帥
- 甜心
- 肉圓
- 小楊
- 紅豆

##### 贏家
- 原始結局

標哥獲勝
- 另類結局

牙套妹獲勝

## 第三季 環球生存大亂鬥(Total Drama World Tour)
在這個系列中，15位舊選手和2位新的參賽者將在世界各地旅行，同時競爭。他們訪問的國家文化為挑戰的主題。在這一季裡特別的是，時間一到，他們必須唱歌，否則將被淘汰，被淘汰的人將會被羞羞空投，且不保證是否會被送回家，每集贏家們可以在頭等艙享受豪華獎勵，但輸家們只能在破爛的經濟艙裡渡過直到飛機抵達下一個地方。

### 參賽者

##### 勝利之王隊(Team Victory)
- 美姬
- DJ
- 瓜瓜
- 達仔
- 黑梅
- 甜心

##### 迺哥吾皇萬福金安隊(Team Chris is ReallyReallyReallyReally Hot)
- 艋男(Alejandro)配音：Marco Grazzini(第三季)/Alex House(第五季)(美)/劉傑(台)

西班牙人，他和丁帥一樣帥到破表，但心機卻比丁帥更加沉重。在第三季曾陷害許多女性參賽者慘遭淘汰。最後向貓女表白，但被貓女拒絕。但他最後慘遭熔岩燒傷，被迺哥裝在機器人裡治療一年，並在第五季第一集逃出。
- 傻妞
- 阿懦
- 肉圓
- 泰山
- 標哥

##### 第一女神隊(Team Amazon)
- 雞排
- 紅豆
- 盧姐
- 貓女
- 紫蘇(Sierra)配音：Annick Obonsawin(美)/杜素真(台)

是個大亂鬥的忠實粉絲，也為大亂鬥開了許多的部落格(例如：我的雞排夢，雞排與我結婚時）。非常喜歡雞排，也希望能成功和他結婚。
- 小妹大(Blaineley)配音：Carla Collins(美)/傅其慧(台)

是"誰來做頭家"的主持人，也曾經主持過"美姬小馬Talkshow"。在隊伍解散時加入參賽，但是在不久後也慘遭淘汰出局。
註：瓜瓜在比賽還沒開始前就被迺哥強迫丟下飛機，但自己跑回飛機的貨艙中回到比賽，而之後加入勝利之王隊，但在第二個挑戰因瓜瓜的關係落敗而被偷票出局，但瓜瓜還是跑回到了飛機貨艙一直躲在飛機裡到結束，而且變得有點像殭屍。

##### 贏家
- 原始結局

貓女贏了,但是獎金被瓜瓜搶走並掉進了火山
- 另一種結局（alternative ending )

貓女丟到艋男貢品＊，所以艋男贏了,但是獎金被瓜瓜搶走並掉進了火山
註＊：決賽是用木頭跟鳳梨要以對手形象做貢品，並要把自己那方的貢品丟入火山口才算勝利。

## 第四季 孤島生存大亂鬥之生化危機(Total Drama Revenge of the Island)
這一季的參賽者將回到哇哇那哇島（第一季的場地），只是這次島上多了放射性物質。就像孤島生存大亂鬥，只不過這次的參賽選手全部都是新面孔，他們將在島上展開刺激的比賽。

### 參賽者

##### 放射毒蟲隊(Mutant Maggots)
- 妖嬌(Anne Maria)配音：Athena Karkanis(美)

愛自己頭髮的美女。是唯一因拿到假鑽石(立方氧化鋯)而自願退出比賽(雖然事後得知拿到假鑽石有反悔)
- 阿Sir(Brick)配音：Jon Cor(美)

唯一的戰士。
- 媽寶(Cameron)配音：Kevin Duhaney(美)

智能泡泡男孩。
- 太后(Jo)配音：Laurie Elliot(美)

不考慮任何囚犯的身體健康成員。
- 小猴(Mike)配音：Cory Doran(美)/蔣鐵城(台)

患有多重人格障礙症的傢伙，多重人格有老猴(老人版小猴)、史維拉娜(奧運體操皇后)、大聖(勇猛肌肉男)、冒險王和黑魔(可怕的大魔頭),跟柔音是一對。
- 柔音(Zoey)配音：Barbara Mamabolo(美)/謝佼娟(台)

獨立的女孩，有著寂寞的童年，跟小猴是一對。

##### 變種惡鼠隊(Toxic Rats)
- 大默(B)

智能沉默的傢伙，本名莫宰羊。
- 云云(Dakota)配音：Carleigh Beverly(美)

被百萬富翁寵壞的孩子，為了出名而參加比賽，但很快就被投票出局。富翁爸爸給節目錢，讓他在迺哥身邊打雜，最後因為接觸太久有毒物質，變成云云獸，跟三叔是一對。
※形象參考美國名媛Paris Hilton
- 靈羞(Dawn)配音：Caitlynne Medrek(美)

可以讀取光環的女孩。
※形象參考哈利波特裡的角色Luna Lovegood
- 巨猩(Lightling)配音：Tyrone Savage(美)

過實現的運動員。
- 三叔(Sam)配音：Brian Froud(美)

电子游戏迷。
- 山雞(Scott)配音：James Wallis(美)

麻煩製造者，但他怕變種四腳鯊魚傻克。
- 圓仔花(Staci)配音：Ashley Peters(美)

健談的大嘴巴，總是說自己的哪個親戚發明了什麼，第一天就被淘汰出局。

##### 贏家
- 原始結局

媽寶贏得最後的獎金
- 另一種結局（alternative ending)

巨猩贏得最後的勝利

## 第五季/第一部分 全明星生存大亂鬥(Total Drama All Stars)
英雄vs.壞人(Heroes vs. Villains):
第五季的第一部分，這部分本賽季發生在哇哇那哇島,你又愛又恨的14名參賽者回來了，每個希望能帶回家的百萬美元獎金。在善與惡的史詩般的戰鬥中，英勇倉鼠隊和流氓禿鷹隊競爭中的一些過去的賽季中最艱鉅、最危險的挑戰。
（此為初始隊伍成員，有＊標註角色後面有換隊）

###### 英勇倉鼠隊(Heroic Hamsters)
英雄(好人)
- 小猴
- 柔音
- 媽寶＊
- 三叔
- 甜心
- 紫蘇
- 紅豆＊

###### 流氓禿鷹隊(Villainous Vultures)
惡棍(壞人)
- 貓女
- 標哥＊
- 艋男
- 盧姐
- 太后
- 巨猩
- 山雞

##### 贏家
- 原始結局

小猴贏了,但是獎金因哇哇那哇島沉沒而被水沖走過了。
- 另一種結局(alternative ending)

柔音贏了,但是獎金因哇哇那哇島沉沒而被水沖走過了。

## 第五季/第二部分(Total Drama Pahkitew Island)
(Total Drama Pahkitew Island)是第五季的第二部分。這一次在一個小島上被稱為加拿大西部某個位置Pahkitew島。全新的14位選手角逐本季的冠軍。Pahkitew島擁有各種相似於哇哇那哇島的元素但島上要大得多。

###### 浮動鮭魚隊(Pimâpotew Kinosewak)["Floating Salmon"]
- 枸紅（Scarlett） 配音：Kristi Friday(美)

安靜的天才，其實是邪惡天才科學家。
- 迺弟（Topher） 配音：Christopher Jacot(美)

迺哥的崇拜者，其實想取代迺哥成為節目主持人。
- 蘿蔔（Rodney） 配音：Ian Ronningen(美)

農場男孩，容易暈船的花心大蘿蔔。
- 茉莉（Jasmine） 配音：Katie Bergin(美)

內陸生存專家. 澳大利亚人，後來與蚱蜢在一起。
- 福誇（Max） 配音：Bruce Dow(美)

超級惡棍，並沒有他本人說的那麼邪惡跟聰明。
- 碧桃（Amy） 配音：Bryn McAuley(美)

啦啦隊雙胞胎,樣桃（Samey）惡劣的姐姐。而且惡劣的程度堪比貓女，據樣桃（Samey）的說法，只要碧桃（Amy）自己做錯事就把錯推到
她身上。
- 樣桃（Samey） 配音：Bryn McAuley(美)

啦啦隊雙胞胎，本名是楊桃,Amy的妹妹。參加大亂鬥的理由是要遠離碧桃（Amy）

###### 糊塗熊隊(Wâneyihtam Maskwak)["Confused Bears"]
- 蚱蜢（Shawn） 配音：Zachary Bennett(美)

殭屍陰謀怪胎，後來跟茉莉在一起，因為不想分錢差點分手，最後和好了。
- 哈粒(Leonard) 配音：Cle Bennett(美)

真人角色扮演玩家，自認自己是個巫師
- 艾拉（Ella） 配音：Sunday Muse(美)

童話公主，看了環球生存大亂鬥才想參加節目，喜歡唱歌跟小動物。
- 大丫（Dave） 配音：Daniel DeSanto(美)

普通蓋伊，比阿懦還嚴重的潔癖，喜歡雲霄。最後卻因得知雲霄有男朋友了。使對她的戀心轉為憎恨。
- 聲波（Beardo） 配音：Cle Bennett(美)

人類音板，卻是第一個被淘汰。
- 雲霄（Sky） 配音：Sarah Podemski(美)

運動員，喜歡大丫，其實已經有男朋友了。
- 蜜餞（Sugar） 配音：Rochelle Wilson(美)

自稱是選美皇后，有比肉圓還噁心的食慾，而且認為自己相當美麗。

## 超荒繆生存大亂鬥(Total Drama Presents: The Ridonculous Race)
"超荒繆生存大亂鬥"是一個生存大亂鬥分拆原系列。
該系列將基於環球生存大亂鬥。這將發生在世界各地擁有對選手，而不是隊伍，在現實系列被戲仿的風格。
Ridonculous賽的第一個賽季, 幾乎大多都是新的角色，不過會有四個大亂鬥的玩家也會參加。所有的參賽者將被分成18支隊的二人组，必須完成挑戰在世界各地贏得了一百萬加元的獎金。
參賽者將訪問一個不同的國家在每一個情節和執行“賽段”，而隊在最後的地方完成被淘汰。在每26個不同的地點，每個參賽者手必須去“噹噹箱”領取線索這讓他們決定，他們希望在執行其中的挑戰。
挑戰是要嘛不然(either-ors)，一夫當關(botch-or-watches)，或全員啟動(all-ins)。然而，在遊戲裡的任何人不遵守挑戰的具體方向某點，他們將面對的是一個定時的處罰上完成的地毯踩著腳下才重新達到“冷卻區”。誰獲得最後一名在非消除腿部的玩家還可以得到在下一集的罰款。

### 主持人
- 噹噹(Don)：配音：Terry McGurrin(美)

該系列的新主持人，他是身體挑戰和典範的瑣事專家。我們知道這一點，因為他告訴我們自己，我一個也想不出什麼好的理由去懷疑他。

### 參賽者
- 大仁(Devin)與小菁(Carrie)：配音：Jeff Geddis/Kristin Fairlie(美)

好朋友二人组(The Best Friends)。從幼兒期開始就是最好的朋友，大仁和小菁做一個很棒的團隊。但是小菁有一個秘密大仁是不知道的。第十四個被淘汰。本來已經成功，但是因為大仁被食火雞撞下山腳，所以找了小馬和小派代替參賽。
- 巨石(Ryan)與悍妞(Stephanie)：配音：Nicki Burke/Joseph Motiki(美)

情侶二人组/仇敵二人组(The Daters/Haters)。巨石和悍妞是一對幸運兼職的大學生，兼職華麗健身模型和專職夢幻般的愛情鳥。第十三個被淘汰。
- 玟茜(Ellody)與雪鴻(Mary)：配音：Emilie-Claire Barlow/Katie Griffin(美)

天才二人组(The Geniuses)。雪鴻是個天才，令人難以置信的了解，她是一個重大的怪胎，但真的不知道如何做任何其他方式。玟茜也是一個天才，誰是很注重細節，這讓她非常適合像科學或報廢預訂的追求。第三個被淘汰。
- 凱旋(Emma)與凱蒂(Kitty)：配音：Stacey DePass/Stephanie Anne Mills(美)

姐妹二人组(The Sisters)。妹妹凱蒂是很漂亮，聰明，但從來沒有真正需要使用她的腦袋，以獲得自己想要的東西。姐姐凱旋是凱蒂幾乎每一個方式則相反;她是一個嚴肅的，充滿活力的法律系學生。第十五個被淘汰。
- 達魔(Ennui)與歌德(Crimson)：配音：Carter Hayden/Stacey DePass(美)

陰沉戈特二人组(The Goths)。跟盧姐一樣, 但達魔與歌德卻比盧姐更是黑暗，育雛和多一點讓人毛骨悚然。這是不確定為什麼他們正在參加的比賽，或者他們甚至享受的體驗。有的時候會讓主持人很頭痛，因為他們甚麼表情都不做。第十二個被淘汰。
- 瘦皮(Lorenzo)與肥強(Chet)：配音：Carlos Diaz/Darren Frost(美)

繼兄弟二人组(The Stepbrothers)。一年前,他們的父母的婚姻被迫在一起，懶惰對接愛好者瘦皮和肥強馬上有仇恨，對彼此並沒有試圖掩蓋它。他們的父母決定給他們簽名上節目作為最後的努力，以激發他們之間的合作，結束他們的恨，對一勞永逸。第八個被淘汰
- 燒餅(Mickey)與油條(Jay)：配音：Lyon Smith/Lyon Smith(美)

逆境雙胞胎二人组(The Adversity Twins)。雙胞胎燒餅和油條不處理逆境的生活, 過敏症，恐懼症，事故，疾病和疾病只是一些（的眾多）障礙困擾的兄弟定期。然而，兩人已經開發了一個令人印象深刻的，“永不放棄”的態度，幫助他們推過去他們的日常份悲劇和挫折。第七個被淘汰。
- 貴婦(Kelly)與公主(Taylor)：配音：Julie Lemieux/Bryn McAuley(美)

母女二人组(Mother and Daughter)。女兒公主總是用來讓她的方式去得到自己想要的東西，這是被她的媽媽寵壞的結果。媽媽貴婦是一個豐富的戰利品的妻子，拼命地抱住她的青春與涼爽的衣服，在公主和她的朋友們並成為一個“酷媽媽”。第六個被淘汰。
- 賈爸(Dwayne)與小賈(Junior)：配音：Neil Crone/Jacob Ewaniuk(美)

父子二人组 (Father and Son)。賈爸是一個快樂幸運的父親,與一個偉大的家庭，一個兒子。他報名參加了節目作為一種方式跟他的兒子小賈花一些時間與看世界，也許分享幾個笑。賈爸是幸運的好意部門，但在街頭智慧完全缺乏。小賈(Dwayne Jr.)是節目中年輕最小的參賽者。小賈是很愛他爸爸，但要獲得這個年齡，他的溫暖和模糊“為你驕傲”擁抱是令人尷尬的。小賈的冷靜與回事此行，因為他們可以贏得一百萬塊錢和錯過學校。第十個被淘汰。
- 肉圓(Owen) 與 阿懦(Noah)：配音：Scott McCord/Carter Hayden(美)

真人實境秀專家二人组 (The Reality TV Pros)。經典的競爭對手肉圓和阿懦又回來一次有機會在得到百萬美元的獎金。自從他們的“生存大亂鬥”的時候，肉圓和阿懦一直保持忙碌出現在各種真人秀.第十一個被淘汰。而阿懦喜歡上凱旋(Emma)
- 小馬(Geoff) 與小派(Brody)：配音：Dan Petronijevic/Scott McCord(美)

衝浪老兄二人组(The Surfer Dudes)。小馬（來自生存大亂鬥）又回來再競爭，但不幸的是沒有他的女朋友,美姬。由於美姬外出衝浪之旅，小馬就帶來了他最好的朋友，小派, 一起參加節目。小馬和小派可能不是最聰明的帥哥，但不管是什麼, 他們總是有對方的背影與支持。第十三個被淘汰。但是後來在阿根廷的時候因為大仁被凱旋和凱蒂的食火雞撞下山腳，所以又在這次大亂鬥中回來，並取得冠軍。而在另一種結局(alternative ending)是第十七個被淘汰。
- 湯米(Tom)與辛湄(Jen)：配音：Jeff Geddis/Ashley Botting(美)

時尚博主二人组(The Fashion Bloggers)。湯米和辛湄是最好的朋友和世界知名時尚博主, 都迫不及待地想一起看到的世界聯繫。他們每天博主什麼是流行的，什麼不是，並確保他們的美妙的口味和趨勢分析能力將保證他們的勝利。第五個被淘汰。
- 漢寶(Jacques)與莎拉(Josse)：配音：Scott McCord/Julie Lemieux(美)

花式溜冰二人组(The Ice Dancers)。加拿大花樣滑冰舞者漢寶和莎拉的夢想是在奧運會上贏得金牌。當他們終於得到了他們的機會，漢寶失手了將莎拉摔在冰上！他們所使用的比賽來證明自己仍然是贏家。漢寶和莎拉習慣在聚光燈“進行”額外的優雅和藝術的挑戰。不過，雖然他們可能在外面微笑情侶，他們的真正本質是更加縱容。第十六個被淘汰。
- 大白鯊(Mcarther)與小蝦米(Sanders)：配音：Evany Rosen/Nicole Stamp(美)

警察學員二人组(The Police Cadets)。這兩個警察少年訓練的學員都願意盡一切力量贏得的Ridonculous賽。大白鯊是一個衝動的，堅韌的學員，知道沒有恐懼。她不害怕打破一些法律或混亂與其他球隊獲得成功。相反，小蝦米是所有做的一板一眼。儘管她的保守和邏輯性，她經常發現自己在不知不覺中拖入大白鯊的瘋狂計劃。第十七個被淘汰。而在另一種結局(alternative ending)是冠軍
- 素素(Laurie)與綠光(Miles)：配音：Emilie-Claire Barlow/Katie Griffin(美)

素食主義者二人组(The Vegans)。素素和綠光都是熱愛地球的素食主義者,都做社會改良與“地球第一”的態度。經四處奔走，他們已經學會了不同的文化，以及其本地的植物和動物深深的敬意。在素食主義者既可以是有點冷漠，自命不凡，但有時他們的樹木擁抱的心是在正確的地方。第四個被淘汰。
- 彥勳(Gerry)與德培(Pete)：配音：David Huband/Adrian Truss(美)

網球競爭對手二人组(The Tennis Rivals)。兩個年紀最大的參賽者，彥勳和德培在這個星球上有最長的持續競爭。在70年代，他們是網球大師和對方的強勁競爭對手。然而，他們的職業生涯早已繞下來，所以他們的代理人認為八把輝煌的配對報名上Ridonculous賽！他們在比賽中都等不及了，因為畢竟他們是專業的運動員。唯一的問題是，他們年紀比他們曾經是，而且少了很多適合。第二個被淘汰。
- 楓爺(Rock)與土豆(Spud)：配音：Carlos Diaz/Carter Hayden(美)

搖滾樂手二人组(The Rockers)。楓爺在兩個中是一個聰明有明顯的領導者同時與土豆有所有的非常沉悶樹懶和的腦力;沒有楓爺的話，他會完全喪失。儘管他們的團隊耐寒的態度，楓爺是真的想贏得比賽，這樣他就可以用這筆錢搬出他父母的地下室和搬出進了自己的房間。與土豆只是試圖要記住他在電視競爭一百萬。第九個被淘汰。
- 哈粒(Leonard)與木蘭(Tammy)：配音：Cle Bennett/Nicki Burke(美)

真人角色扮演玩家二人组(The LARPers)。。生存大亂鬥的"Pahkitew"島巫師哈粒又回來了！他帶來了他的古怪，幻想載貨腦和“真人角色扮演”現實到Ridonculous賽，但是這一次，他有一個同樣充滿想像力的朋友：木蘭！兩個都喜歡把每一天的時刻到從自己虛構的世界場景......所以想像一下在世界各地比賽的冒險會帶來團隊！好哇！第一個被淘汰。

## 小鬼頭大亂鬥(Total Dramarama)
該系列是 Total Drama 的另一個衍生宇宙、前傳。他們從第一季原本的青少年幼化成四, 五歲的小孩。不過這次的主要場景是在安親班或托兒所的地方，它將包括夢想序列，切割，視覺笑話，懺悔和閃回。

### 人物介紹

#### 老師
- 阿肌師（Chef Hatchet）: 配音：Deven Mack(美)/蔣鐵城(臺)

在這個節目中, 阿肌師是孩子們的安親班老師。他有時後對孩子們非常的苛刻嚴厲, 不過，他還是真正關心孩子們的所有狀況。在此系列中，他非常愛喝彩虹飛馬果汁。

#### 學生
- 肉圓（Owen）: 配音：Scott McCord(美)：擁有超大的食量，願意為食物做任何事。肉圓的衣服上有一個楓葉圖案。
- 標哥（Duncan）: 配音：Drew Nelson(美)：常常對別人惡作劇的小孩，喜歡追求酷的事。
- 傻妞（Izzy）: 配音：Katie Crown(美)：瘋狂的小女孩，行為舉止不像普通的小孩。
- 紅豆（Courtney）: 配音：Emilie-Claire Barlow(美)：是一個喜歡追求完美，自我期許相當高，成績優秀，相當聰明但喜歡糾正別人的小小控制狂。
- 牙套妹（Beth）: 配音：Sarah Gadon(美)：一個喜歡蜜蜂的小女孩，平常以穿著蜜蜂裝，戴著牙套的樣子出現。
- 裘弟 (Jude Lizowsk （從 6teen）配音：Christian Potenza(美)：一個性格追求和平寧靜而且不愛嫉妒的小孩，經常戴著毛帽。
- 盧姐（Gwen）: 配音：Lilly Bartlam(美)：一個超怪的小女孩，喜歡黑暗，巫術，下雨和尋找昆蟲屍體等黑暗事物的小孩。
- 阿懦（Noah）: 配音：Cory Doran(美)性格平靜少說話的小孩，和肉圓是好朋友。
- 美姬（Bridgette）: 配音：Kristin Fairlie(美)：一個和平主義的小孩。
- 黑梅（Leshawna）: 配音：Bahia Watson(美)一個自戀，想成為世界女王的小女孩。
- 達仔（Harold）: 配音：Darren Frost(美)一個喜歡忍者和魔術的瘋狂小孩。
- 雞排（Cody）: 配音：Wyatt White(美)一個不折不扣的邊緣人，但非常有自信而天真無邪的小男孩。其實是來自雞排星的機器人。
- 巨猩（Lightning）: 配音：Kwaku Adu-Poku(美) 新來的轉學生之一。
- 媚娘（Sugar） : 配音：Rochelle Wilson(美) 新來的轉學生之一。

#### 其他角色
- 大白鯊（MacArthur）（從超荒繆生存大亂鬥）: 配音：Evany Rosen(美)

經常從事多種不同工作的副角色。比如動物園管理員、冰淇淋小販、脊椎按摩師等等。
- 阿肌師的媽媽（Chef's mother）: 配音：Alana Bridgewater(美)
- 雪扶（Ella） : 配音：Sunday Muse(美)

盧姐無辜的表姐妹。
- 福誇（Max） : 配音：Tristan Mammitzsch(美)

肉圓邪惡的表兄弟。
- 噹噹（Don）（從超荒繆生存大亂鬥）: 配音：Terry McGurrin(美)

科學家。
- 迺哥（Chris McLean) : 配音：Christian Potenza(美)

電視節目主持人。

## 孤島生存大亂鬥(新版) 2023 (Total Drama Island(2023))
"孤島生存大亂鬥" 是生存大亂鬥即將重啟的第一季。
十五年後, 孤島生存大亂鬥以16名參賽者陣容將系列帶回了哇哇那哇營地的根源。參賽者通過參加飆車、極限烘焙、抖音和“災難和恐怖電影啟發的挑戰”來測試他們的極限，以獲得一百萬加元的獎金獎金的機會。

### 主持人
- 迺哥（Chris McLean） 配音：Terry McGurrin(美)
- 阿肌師（Chef Hatchet）: 配音：Deven Mack(美)

### 參賽者(第一季)

##### 兇猛鱒魚隊(Ferocious Trout)
- （Millie） 配音：Barbara Mamabolo(美)
- （Axel） 配音：Tamara Almeida(美)
- （Priya） 配音：Eman Ayaz(美)
- （本名Hezekias 小名Zee） 配音：Gerardo Gismondi(美)
- （Ripper） 配音：Fred Kennedy(美)
- （Damien） 配音：Daniel Keith Morrison(美)
- （本名Lauren 暱稱Scary Girl） 配音：Katie Griffin(美)
- （Chase） 配音：Julius Cho(美)

##### 死亡青蛙隊(Frogs of Death)
- （Bowie） 配音：Brandon Michael Arrington(美)
- （Emma） 配音：Melanie Leishman(美)
- （本名Mary Kate 小名MK） 配音：Kimberly-Ann Truong(美)
- （Caleb） 配音：Kwaku Adu-Poku(美)
- （Wayne） 配音：Jack Copeland(美)
- （本名Rajesh 小名Raj） 配音：Varun Saranga(美)
- （Nichelle） 配音：Tymika Tafari(美)
- （Julia） 配音：Julia Sype(美)

### 參賽者(第二季)

##### 老鼠臉隊(Team Rat Face)
- Priya
- Millie
- Emma
- Caleb
- Damien
- Axel
- Zee
- Nichelle

##### 臭鼬屁隊(Team Skunk Butt)
- Bowie
- Raj
- Wayne
- Julia
- Chase
- MK
- Scary Girl
- Ripper

## 外部連結
- Official Total Drama Island Blog（页面存档备份，存于）
- Total Drama Island Interactive
- Total Drama Island.com（页面存档备份，存于）
- Fresh TV announces Total Drama: The Musical
- 互联网电影数据库（IMDb）上《Total Drama Island》的资料（英文）